# 鼓楼区 (徐州市)
鼓楼区（ころう-く）は中華人民共和国江蘇省徐州市に位置する市轄区。

## 行政区画
- 街道:黄楼街道、豊財街道、琵琶街道、牌楼街道、銅沛街道、環城街道、九里街道、金山橋街道、東環街道、拾屯街道